# Francisco Solís (judoka)
Francisco Solís (12 de enero de 1999) es un deportista chileno que compite en judo.
Ganó una medalla de plata en los Juegos Panamericanos de 2023 y cuatro medallas de bronce en el Campeonato Panamericano de Judo entre los años 2018 y 2025.

## Palmarés internacional
| Juegos Panamericanos    | Juegos Panamericanos  | Juegos Panamericanos | Juegos Panamericanos |
| Año                     | Lugar                 | Medalla              | Categoría            |
| ----------------------- | --------------------- | -------------------- | -------------------- |
| 2023                    | Santiago (Chile)      | Medalla de plata     | +100 kg              |
| Campeonato Panamericano |                       |                      |                      |
| Año                     | Lugar                 | Medalla              | Categoría            |
| 2018                    | San José (Costa Rica) | Medalla de bronce    | +100 kg              |
| 2019                    | Lima (Perú)           | Medalla de bronce    | +100 kg              |
| 2022                    | Lima (Perú)           | Medalla de bronce    | +100 kg              |
| 2025                    | Santiago (Chile)      | Medalla de bronce    | +100 kg              |